# 红背拟羊鱼
红背拟羊鱼（学名：Mulloidichthys pfluegeri），又名紅背擬鬚鯛，为拟羊鱼属的鱼类。分布于印度太平洋區，從留尼旺至法屬玻里尼西亞海域，北從日本，南至東加，棲息深度30-110公尺，體長可達40公分，生活在沙底底質的海域，成群活動，屬肉食性，可做為食用魚及遊釣魚。该物种的模式产地在夏威夷群岛。